# 韦斯波拉泰
韦斯波拉泰（義大利語：Vespolate），是意大利诺瓦拉省的一个市镇。总面积17.84平方公里，人口2065人，人口密度115.8人/平方公里（2009年）。ISTAT代码为003158。